# Saules meita

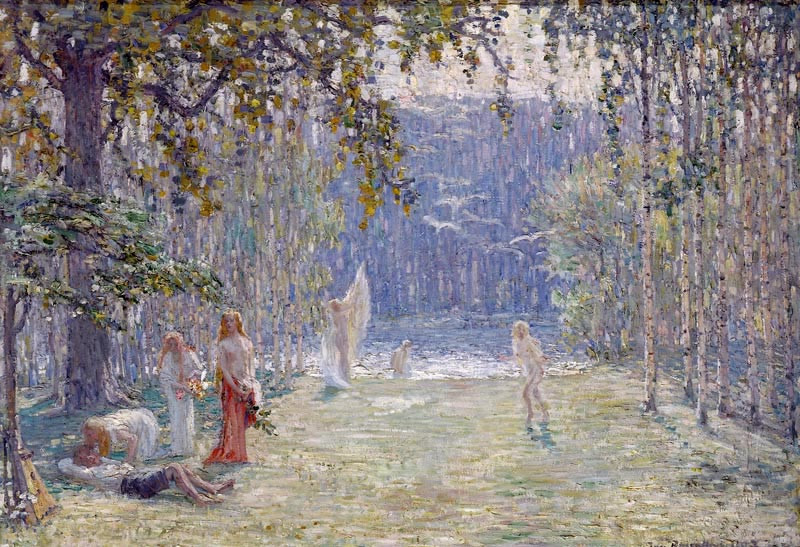
Janis Rozentāls, Saulesmeitas, cca 1912

Saules meita „dcera Slunce, dívka Slunce, nevěsta Slunce“ je lotyšská bohyně, dcera bohyně slunce Saule, objevující se v mýtu o nebeské svatbě a udržující blízký vztah s Dieva dēli – Dievsovými syny. Někdy vystupuje jako dvojice, trojice či více bohyň, v jiných případech zaujímá její místo sama Saule a její jméno lze také chápat jako označení Slunce jako mladé dívky, nikoliv samostatné postavy. Saules meita odpovídá litevská Sáulės dukrýtė „dcera Slunce“ , zdroje o ní jsou však velmi chudé. V širším kontextu je analogická védské Súrje, známé svým vztahem s Ašviny, a řecké Heleně, sestře Dioskúrů, a náleží tak k indoevropskému archetypu „dcery Slunce“. Zajímavou paralelu představuje narození husího vejce přisuzované řecké Heleně, ale také krásné dívce z estonské mytologie zvané Salme o jejíž ruku se ucházelo Slunce, Měsíc a nejstarší syn hvězd, a která je nejspíše převzata právě od Baltů.
Saules meita představuje archetypální nevěstu a vzor dokonalé mladé ženy s hezkým oděvem a šperky. Její vztah s Dieva dēli je povětšinou přátelský a hrají si spolu jako děti či jim topí v lázni, objevují se však i zmínky o konfliktu když Božští synové převrátí Dcerám slunce sáně nebo různé sexuální narážky – sejmutí věnečku či prstenu, nebo naopak když Saules meita roztříští jejich meč. Odkazem na ochranitelskou funkci Dieva dēli  může být příběh o záchraně Saules meita tonoucí v moři, z které byla vidět už jen její koruna. Motiv jejich zdravení o svatojánské noci může být narážkou na namlouvání. Počátek léta byl také nejspíše dobou, kdy se měla odehrávat nebeská svatba, při které o ruku Saules meita soupeří Dieva dēli s Mēnessem-Měsícem a Auseklisem-Jitřenkou.